# 科尔若韦 (第聂伯罗彼得罗夫斯克州)
科尔若韦（烏克蘭語：Коржове），2024年9月前名为五一村（烏克蘭語：Первомайське），是烏克蘭中部第聶伯羅彼得羅夫斯克州錫內利尼科韋區瓦西里基夫卡市鎮的村落。處於沃夫恰河右岸，2001年人口49。
2024年9月19日，乌克兰最高拉达将此村的名字改为科尔若韦。